# Fondation Theocharákis
La Fondation Theocharákis (grec moderne : Ίδρυμα Θεοχαράκη) est une fondation à but non lucratif établie à Athènes, en Grèce.

## Histoire
La fondation est établie à Athènes, en Grèce, et est fondée en 2004 par le couple de Vassílis et Marína Theocharákis. Son inauguration officielle de son siège a lieu le 5 décembre 2007, avec une exposition rétrospective d'œuvres du peintre grec, Spýros Papaloukás,.
L'objectif de la fondation est la promotion de la musique et les arts visuels, en mettant l'accent sur l'art moderne, les artistes grecs, ainsi que les partenariats avec des organismes similaires en Grèce et à l'étranger.
Les activités de la Fondation Theocharákis comprennent, entre autres, des expositions, des concerts, des visites guidées, des discussions, ainsi que des conférences portant sur la musique et les arts visuels. Au cours de son existence, elle organise des expositions thématiques et rétrospectives sur des personnalités du monde de la littérature et de l'art et collabore avec des musées et des fonds de collection originaires de Grèce et de l'étranger. Une attention toute particulière est accordée à l'éducation et à la familiarisation de la jeunesse avec les arts, l'éducation esthétique et les musées. Parmi les collections de la fondation figure, notamment, une série d'œuvres du peintre grec, Spýros Papaloukás, données en 2006 par la fille de l'artiste, Mína Papaloukás,.
La fondation siège au sein d'un bâtiment privé datant des années 1920, œuvre de l'architecte grec, Vassílios Tsagrís, et connu sous le nom de Palais Réntis,. Le bâtiment dispose de salles où sont organisés des événements, ainsi que des programmes éducatifs pour tous les âges, d'un espace de restauration, tandis qu'il est également accessible aux personnes à mobilité réduite.

## Galerie

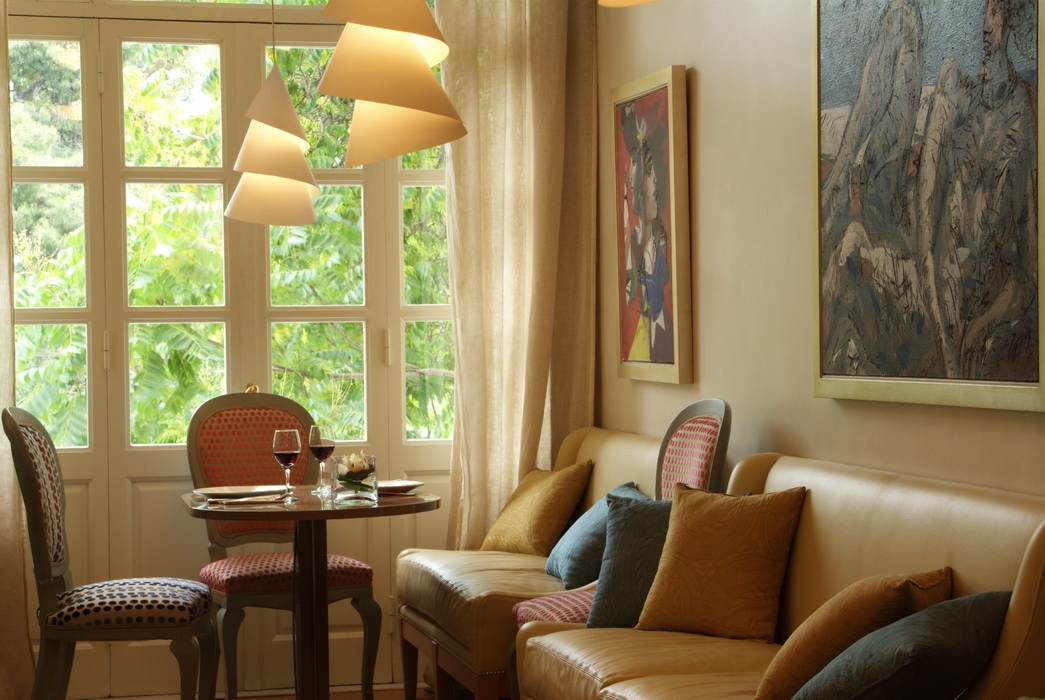
Vue de l'intérieur du siège de la fondation.
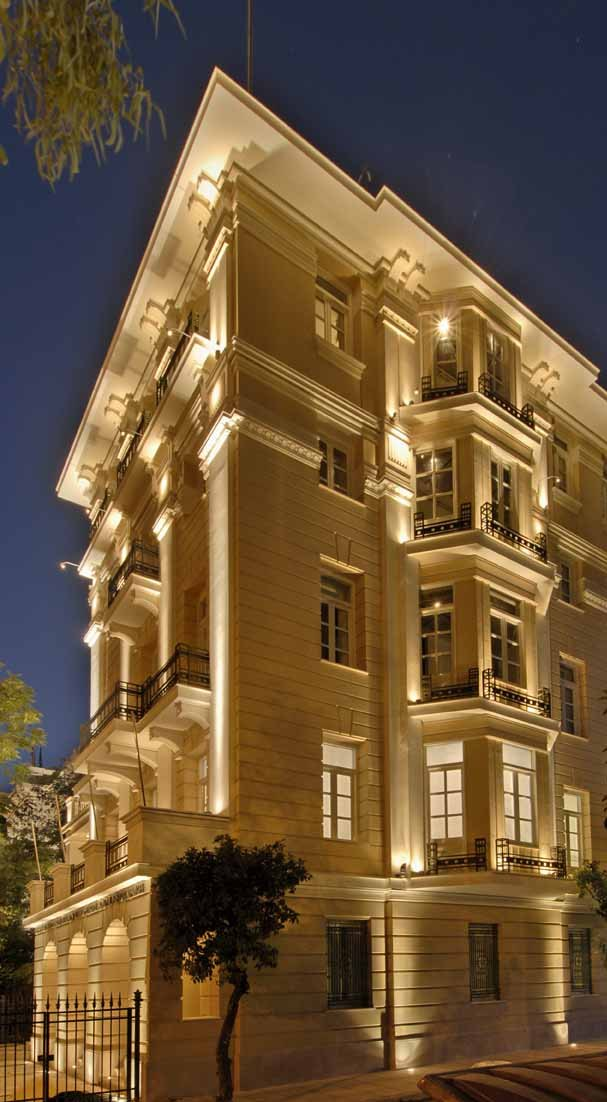
Vue nocturne du siège de la fondation.
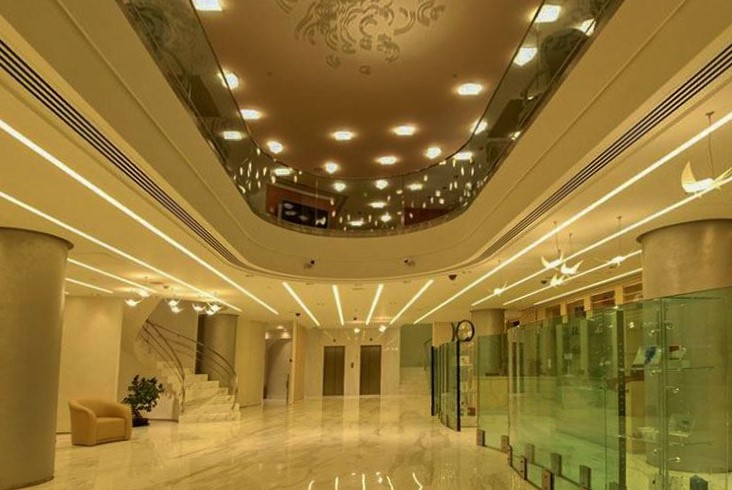
Vue du lobby du siège de la fondation.
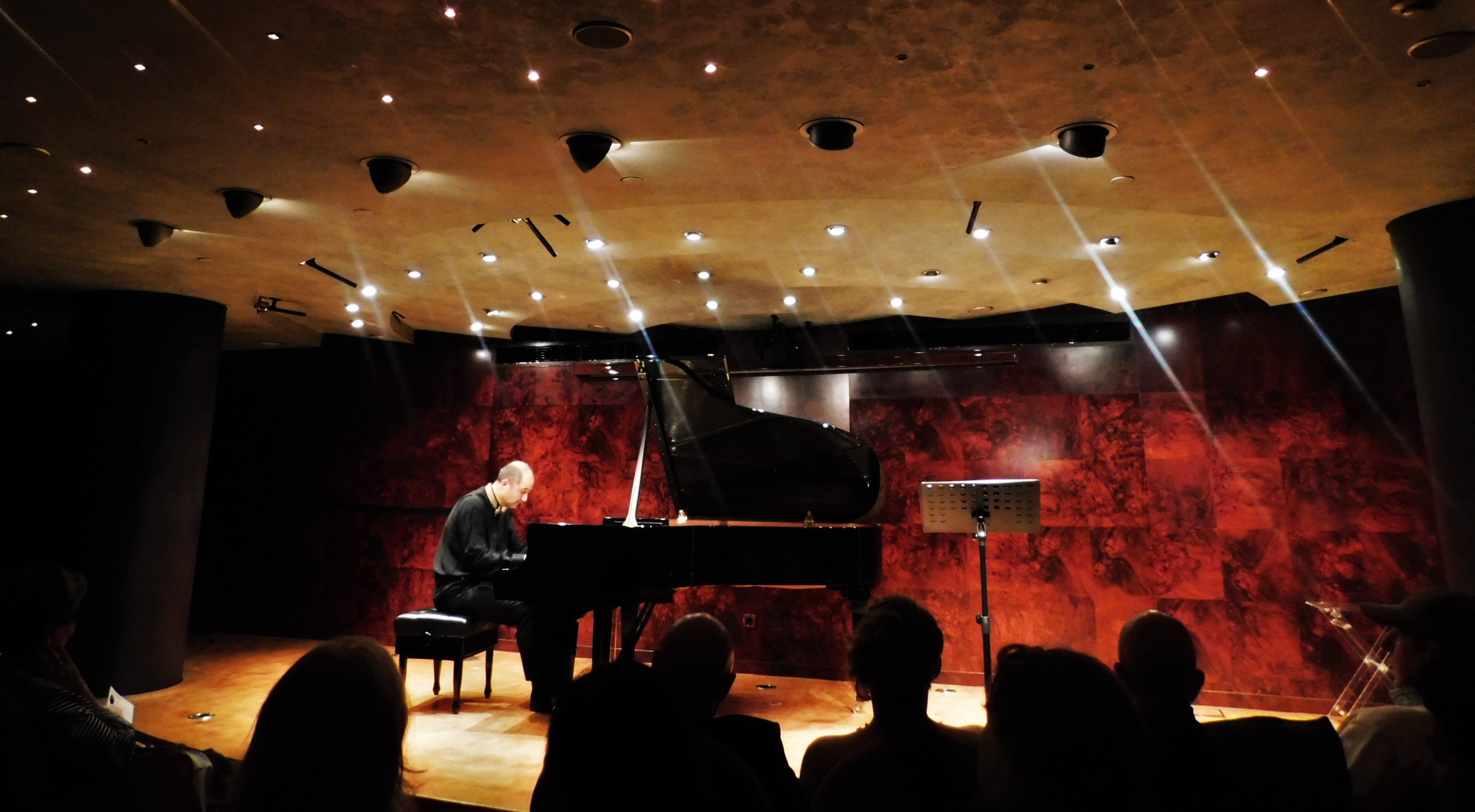
Soirée musicale au siège de la fondation.